# Boulder River Wilderness
La Boulder River Wilderness est une aire sauvage de 197 km2 située dans l’État de Washington au nord-ouest des États-Unis et plus précisément à l'intérieur de la forêt nationale du mont Baker-Snoqualmie à l'ouest de la chaîne des Cascades.

## Géographie

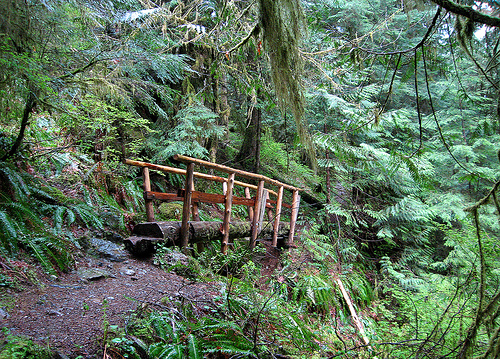
Pont sur la rivière Boulder.

L’aire sauvage est une région très montagneuse et recouverte de forêts appartenant à la chaîne des Cascades. Les sommets principaux sont le Three Fingers et la Whitehorse Mountain. L’altitude minimale est d’environ 300 mètres mais elle peut dépasser les 2 000 mètres.
Le South Peak accueille une tour de garde pour la détection des départs de feux de forêt. La rivière Boulder, un affluent du bras nord de la Stillaguamish River, est le principal cours d’eau de l’aire sauvage.

## Milieu naturel
La végétation se compose entre autres d’aulnes, de saules, du Bois piquant, du Sapin de Douglas, du Thuya géant de Californie et  de la Pruche de l'Ouest.
Les animaux sauvages sont représentés par l’Ours noir, le Cerf de Virginie et la Chèvre des montagnes Rocheuses.